# Atractus emmeli
Atractus emmeli là một loài rắn trong họ Colubridae. Loài này được Boettger mô tả khoa học đầu tiên năm 1888.